# Aleksej Nikolić
Aleksej Nikolić (Postojna), 21 de fevereiro de 1991) é um basquetebolista profissional esloveno que atualmente defende o Partizan na KLS e EuroCopa.